# 郁久闾可婆头
郁久闾可婆头（529年—590年），郁久闾氏，柔然可汗后裔，隋朝京兆长安县（治今陕西省西安市）人。

## 先世
祖先是茹茹（柔然）莫容可汗，则公之祖。曾祖父乌稽可汗。祖父贺根，官至吐豆弗（吐屯发）、俟利弗（俟利发）。父亲巨明，官至吐豆弗。

## 生平
可婆头十七岁，袭爵为吐豆弗。归北齐，授为使持节、沙州诸军事、沙州刺史、大贤真、备身、正都督，食平寝县干。加伏波将军、假仪同三司。突厥入侵，他抵御有功，勋授仪同三司、安德县开国公，邑五百户，赐物一千段。后拜为左卫大将军。入北周，授上开府、九陇郡开国公，加大将军。隋朝建立，为北道行军总管。开皇五年，担任长州诸军事、长州刺史。开皇十年，拜为北道行军元帅。二月廿二日得病，在豳州邸舍去世，时年六十二岁。